# مصطفى المالكي
مصطفى حمد أبو سعيد سعدة واسمه الحركي مصطفى المالكي أو ربحي موسى ويُكنى بأبي أيمن (وُلد في 9 يوليو 1940 في كفر مالك – تُوفي في 24 ديسمبر 2011 في رام الله) سياسي فلسطيني كان عضوًا في حركة فتح، والمجلس الوطني الفلسطيني والمجلس الثوري لحركة فتح. كما كان أول محافظٍ لمحافظة قلقيلية بين عامي 1996 و2006.

## حياته
وُلد مصطفى حمد أبو سعيد سعدة في قرية كفر مالك شمال شرق محافظة رام الله والبيرة في 9 يوليو 1940 إبان فترة الانتداب البريطاني على فلسطين. تلقى تعليمه المدرسي بين مدرسة القرية ومدارس مدينة رام الله، حيث تخرج من الكلية الوطنية (أبو ريا) عام 1958.
بدأ العمل موظفًا لدى الجمارك الأردنية عام 1959 في ميناء العقبة، واستمر حتى فُصل من عمله لنشاطه السياسي في عام 1963. عمل محاسبًا في البنك الأهلي الأردني في العقبة عام 1966 وحتى نهاية عام 1968.
انضم إلى حركة فتح في عام 1965، وكان عضوًا في قيادة الإدارة العسكرية للثورة الفلسطينية في الأردن، وعضو قيادة شؤون الأردن في سوريا. اعتقلته السُلطات السورية في عام 1976.
بعد حرب لبنان 1982، انتقل إلى تونس، وصار عضوًا في المجلس الثوري لحركة فتح بعد المؤتمر الخامس الذي عُقد في تونس في أغسطس 1988 واستمر حتى عام 2009.
عاد إلى الضفة الغربية في عام 1996 نتيجة توقيع اتفاقيات السلام، وعُين محافظًا لمحافظة قلقيلية واستمر في المنصب حتى 24 أبريل 2006.

## وفاته
تُوفي في مدينة رام الله في 24 ديسمبر 2011، ودُفن في كفر مالك.